# Pseudonototanais werthi
Pseudonototanais werthi är en kräftdjursart som först beskrevs av Ernst Vanhöffen 1914.  Pseudonototanais werthi ingår i släktet Pseudonototanais och familjen Leptocheliidae. Inga underarter finns listade i Catalogue of Life.